# Edgware
Edgware – dzielnica Londynu, leżąca w gminie London Borough of Barnet. W 2011 dzielnica liczyła 16 728 mieszkańców.